# Liste des tombes du cimetière des Rois, Genève

Plan du cimetière des Rois

Le Cimetière des Rois, officiellement appelé cimetière de Plainpalais se trouve à Genève, près de la plaine de Plainpalais. Le cimetière contient 350 tombes.
| N° tombe | Secteur | Nom(s) | Coordonnées                       | Photo                                                                               | Remarques                                 |
| -------- | ------- | --- | --------------------------------- | ----------------------------------------------------------------------------------- | ----------------------------------------- |
| 2        | 1       | William Favre (1843–1918) | 46° 12′ 09,03″ N, 6° 08′ 10,98″ E | Tombe de William Favre                                                              | d:Q3568607                                |
| 3        | 1       | Auguste et Jeanne-Marie Émilie Turrettini, née Favre (1824-1889) | 46° 12′ 09,03″ N, 6° 08′ 10,98″ E | Tombe d'Auguste et de Jeanne-Marie Émilie Turrettini                                | d:Q27861725, d:Q27861719                  |
| 4        | 1       | Edmond Favre (1812-1880) | 46° 12′ 09,03″ N, 6° 08′ 10,98″ E | Tombes de Edmond et Marie Favre                                                     | d:Q27861735, voir DHS                     |
| 5        | 1       | Marie Favre, née Sarasin (1820–1887) | 46° 12′ 09,03″ N, 6° 08′ 10,98″ E | Tombes de Edmond et Marie Favre                                                     | d:Q27861752                               |
| 6        | 1       | Alphonse (en) (1815-1890) et Julie Favre, née Rigaud (1824-1880) | 46° 12′ 09,03″ N, 6° 08′ 10,98″ E | Tombe d'Alphonse et Julie Favre                                                     | d:Q1542089, d:Q27862842                   |
| 7        | 1       | Eugénie Carey, née Dufour |                                   |                                                                                     | d:Q27862868                               |
| 9        | 1       | Marguerite Mast ; Mast, Aimée |                                   |                                                                                     | d:Q27862873, d:Q27901811                  |
| 10       | 1       | Antoine-Louis Neyron-Desgranges |                                   |                                                                                     | d:Q27862875                               |
| 11       | 1       | Gustave Bodmer |                                   |                                                                                     | d:Q27865934                               |
| 12       | 1       | Marguerite Bodmer |                                   |                                                                                     | d:Q27866528                               |
| 13       | 1       | Barthélemy Bodmer |                                   |                                                                                     | d:Q27866534                               |
| 14       | 1       | Élisabeth Bodmer |                                   |                                                                                     | d:Q27867656                               |
| 15       | 1       | Famille Bousquet |                                   |                                                                                     |                                           |
| 16       | 1       | Famille Golay |                                   |                                                                                     |                                           |
| 17       | 1       | Élisabeth Bucher, née Kamber |                                   |                                                                                     | d:Q27867661                               |
| 100      | 2       | Marion Louisa Hornidge |                                   |                                                                                     |                                           |
| 101      | 2       | Famille Galissard de Marignac |                                   |                                                                                     |                                           |
| 102      | 2       | Famille Braschoss |                                   |                                                                                     |                                           |
| 103      | 2       | Auguste Pictet de Bock (1804-1874) |                                   |                                                                                     | à vérifier avec d:Q27868019               |
| 104      | 2       | Anne-Louise Chappuis , née Guyaz |                                   |                                                                                     | d:Q27868033                               |
| 105      | 2       | Adèle-Élisabeth Heyer, née Chenevière (1843-1906) |                                   |                                                                                     | d:Q27868092                               |
|          | 2       | |                                   |                                                                                     |                                           |
| 117      | 2       | Willy Aeschlimann (1879-1971) | 46° 12′ 08,2″ N, 6° 08′ 08,43″ E  | Tombe de Willy Aeschlimann                                                          | d:Q27868263                               |
| 118      | 2       | Jacques Aeschlimann (1908-1975) | 46° 12′ 08,11″ N, 6° 08′ 08,4″ E  | Tombe de Jacques Aeschlimann                                                        | d:Q27868198                               |
| 119      | 2       | Antoine Velleman von Simunich (1875-1962) | 46° 12′ 08,05″ N, 6° 08′ 08,44″ E | Tombe d'Antoine Velleman von Simunich                                               |                                           |
|          | 3       | |                                   |                                                                                     |                                           |
| 203      | 3       | Abraham Auguste Saladin de Budé (1760-1822) | 46° 12′ 08,25″ N, 6° 08′ 08,67″ E | Tombe d'Abraham Augustin Saladin de Budé                                            | d:Q27869480                               |
| 207      | 3       | Charles Guthrie | 46° 12′ 08,33″ N, 6° 08′ 09,04″ E | Tombe de Charles Guthrie                                                            |                                           |
| 216      | 3       | François Théodore Louis de Grenus (1786–1851) | 46° 12′ 08,48″ N, 6° 08′ 09,1″ E  | Tombe de François Théodore Louis de Grenus                                          |                                           |
| 231      | 3       | Louisa Cramer (?-1873) | 46° 12′ 08,68″ N, 6° 08′ 10,64″ E | Tombe de Louisa Cramer                                                              |                                           |
| 255      | 3       | Otto Barblan (de) (1860-1943) | 46° 12′ 08,65″ N, 6° 08′ 10,19″ E | Tombe de Otto Barblan                                                               | d:Q122625                                 |
| 259      | 3       | Antoine Pugin (1898-1978) et Charlotte Pugin-Gauthier (1901-1962) | 46° 12′ 07,64″ N, 6° 08′ 08,77″ E | Tombe d'Antoine Pugin et Charlotte Pugin-Gauthier                                   | DHS                                       |
| 261      | 3       | Marcelle de Kenzac (1919-2019) et Paul Fabien Perret-Gentil (1895-1973) | 46° 12′ 07,22″ N, 6° 08′ 10,93″ E | Tombe de Marcelle de Kenzac et Paul Fabien Perret-Gentil                            | d:Q27675681, d:Q27899380                  |
| 263      | 3       | Maurice Pugin (1923-1979) |                                   |                                                                                     |                                           |
|          | 3       | |                                   |                                                                                     |                                           |
| 300      | 4       | Famille Croisier |                                   |                                                                                     |                                           |
| 3        | 4       | |                                   |                                                                                     |                                           |
| 312      | 4       | Alexandre van Berchem (1836-1872) | 46° 12′ 08,83″ N, 6° 08′ 12,8″ E  | Tombe d'Alexandre van Berchem                                                       |                                           |
| 313      | 4       | Mathilde van Berchem, née Sarasin (1838-1917) | 46° 12′ 08,83″ N, 6° 08′ 12,8″ E  | Tombe de Mathilde van Berchem                                                       |                                           |
| 314      | 4       | Willy Donzé | 46° 12′ 07,52″ N, 6° 08′ 13,84″ E | Tombe de Willy Donzé                                                                | d:Q3569154                                |
| 316      | 4       | Jeanne Marie Émilie Sarasin, née Turrettini (1816-1869) | 46° 12′ 09,03″ N, 6° 08′ 12,78″ E | Tombe de Jeanne Marie Émilie Sarasin                                                |                                           |
| 317      | 4       | Horace Paul Édouard Sarasin (1808-1882) | 46° 12′ 09,03″ N, 6° 08′ 12,78″ E | Tombe de Horace Paul Édouard Sarasin                                                |                                           |
|          | 4       | |                                   |                                                                                     |                                           |
| 338      | 4       | Alfred Bertrand (1856-1924), Mme Alfred Bertrand (1872-1941) |                                   | Tombe d'Alfred Bertrand                                                             |                                           |
| 348      | 4       | Joseph Richard (1833-1887) | 46° 12′ 08,06″ N, 6° 08′ 14,04″ E | Tombe de Joseph Richard                                                             |                                           |
| 349      | 4       | Albert Richard (1883-1939) | 46° 12′ 08,02″ N, 6° 08′ 14,06″ E | Tombe d'Albert Richard                                                              |                                           |
| 350      | 4       | Eugène Richard (1843-1925) | 46° 12′ 07,97″ N, 6° 08′ 14,08″ E | Tombe d'Eugène Richard                                                              | d:Q1892500                                |
| 355      | 4       | Eugène Butini | 46° 12′ 08,04″ N, 6° 08′ 14,31″ E | Tombe d'Eugène Butini                                                               |                                           |
|          | 4       | |                                   |                                                                                     |                                           |
| 371      | 4       | Famille Empeyta | 46° 12′ 08,5″ N, 6° 08′ 14,6″ E   | Tombe de la famille Empeyta                                                         |                                           |
|          | 4       | |                                   |                                                                                     |                                           |
| 377      | 4       | Jacques Louis Willemin (1863 - 1941) |                                   |                                                                                     | d:Q78075287                               |
| 378      | 4       | Adolphe Tombet (1898-1961) | 46° 12′ 08,14″ N, 6° 08′ 14,64″ E | Tombe d'Adolphe Tombet                                                              |                                           |
| 379      | 4       | Théodore et Catherine Turrettini, née Favre (1851-1932) | 46° 12′ 08,01″ N, 6° 08′ 14,66″ E | Tombe de Théodore et Catherine Turrettini                                           | d:Q685846                                 |
| 382      | 4       | Catherine Humbert (1875-1953), Marguerite Ladame (1906-1979), Georges Ladame (1904-1995)                                                                                         | 46° 12′ 07,78″ N, 6° 08′ 14,72″ E | Tombe de Gustave et Catherine Humbert                                               |                                           |
| 383      | 4       | Gustave Humbert (1875-1929) | 46° 12′ 07,78″ N, 6° 08′ 14,72″ E | Tombe de Gustave et Catherine Humbert                                               |                                           |
| 384      | 4       | Adrien Babel (1857-1907) | 46° 12′ 07,75″ N, 6° 08′ 14,73″ E | Tombe d'Adrien Babel                                                                |                                           |
| 385      | 4       | Alice Rivaz (1901-1998) |                                   | Tombe d'Alice Rivaz                                                                 | d:Q123332                                 |
| 389      | 4       | Jean Treina (1899-1968) | 46° 12′ 08,08″ N, 6° 08′ 14,67″ E | Tombe de Jean Treina                                                                |                                           |
| 394      | 4       | Carl Angst, Agnola-Marie Angst, née Leccia (1882-1958) | 46° 12′ 08,52″ N, 6° 08′ 12,18″ E | Tombe de Carl-Albert Angst                                                          | d:Q2938863                                |
|          | 4       | |                                   |                                                                                     |                                           |
| 406-407  | 4       | Famille Wilsdorf, Hans Wilsdorf (1881-1960), Florence May Wilsdorf-Crotty (1881-1944), Betty Wildorf-Mettler                                                                     |                                   |                                                                                     | d:Q123332                                 |
| ?        | 4       | François Ruchon (de), Paul Ruchon (1870-1939), Andrée Ruchon-Herbez (1908-2006)                                                                                                  | 46° 12′ 07,59″ N, 6° 08′ 14,74″ E | Tombe de la famille Ruchon                                                          | d:Q19279852                               |
| 500      | 5       | James Fazy | 46° 12′ 09,19″ N, 6° 08′ 15,29″ E | Tombe de James Fazy                                                                 | d:Q116287                                 |
| 501      | 5       | Lydia Welti-Escher | 46° 12′ 09,21″ N, 6° 08′ 15,05″ E | Tombe de Lydia Welti-Escher                                                         | d:Q117524                                 |
| 502      | 5       | Henri Fazy | 46° 12′ 09,17″ N, 6° 08′ 14,67″ E | Tombe de Henri Fazy                                                                 | d:Q3131072                                |
| 503      | 5       | Alfred (1850-1906) et Émilie Vincent, née Stulcken (1852-1917) | 46° 12′ 09,17″ N, 6° 08′ 14,67″ E | Tombe d'Alfred et Émilie Vincent                                                    |                                           |
| 504      | 5       | Famille Babault |                                   |                                                                                     |                                           |
| 505      | 5       | Adrien Lachenal et sa famille | 46° 12′ 09,11″ N, 6° 08′ 14,71″ E | Tombe d'Adrien Lachenal                                                             | d:Q377118, Sculpture de Carl-Albert Angst |
| 506      | 5       | Famille Junod |                                   |                                                                                     |                                           |
| 507      | 5       | Alexandre Monnier (1800-1873) et Aimée Monnier (-1865) | 46° 12′ 09,03″ N, 6° 08′ 14,73″ E | Tombe d'Alexandre Monnier                                                           |                                           |
| 508      | 5       | Famille Erath-Roesgen : Louis Guillaume Erath (1851-1902), S. L. Erath (1845-1915), Aubert Roesgen (1874-1941), Henriette Roesgen (1876-1949), Marthe Venuti di Cuma (1900-1969) | 46° 12′ 09″ N, 6° 08′ 14,74″ E    | Tombe de la famille Erath-Roesgen                                                   |                                           |
| 509      | 5       | Alexandre Gavard (en) (1845-1898) | 46° 12′ 08,88″ N, 6° 08′ 14,79″ E | Tombe d'Alexandre Gavard                                                            | d:Q16146170                               |
| 510      | 5       | Famille Ricou | 46° 12′ 08,64″ N, 6° 08′ 14,83″ E |                                                                                     |                                           |
| 512      | 5       | Alfred Didier (1841-1903) | 46° 12′ 07,85″ N, 6° 08′ 14,93″ E | Tombe d'Alfred Didier                                                               |                                           |
| 513      | 5       | Georges Favon | 46° 12′ 07,71″ N, 6° 08′ 15″ E    | Tombe de Georges Favon                                                              | d:Q3102701                                |
| 514      | 5       | Marie de Seigneux, née Guex (1842-1913) et Georges de Seigneux (1837-1917) | 46° 12′ 07,71″ N, 6° 08′ 15,46″ E | Tombes de Marie et Georges de Seigneux                                              |                                           |
| 515      | 5       | Marc-Antoine Fazy-Pasteur |                                   |                                                                                     |                                           |
| 517      | 5       | Léon Revilliod |                                   |                                                                                     |                                           |
| 518      | 5       | Mathilde Revilliod |                                   |                                                                                     |                                           |
| 519      | 5       | Barthélemy Menn |                                   |                                                                                     |                                           |
| 520      | 5       | Alfred Diel (1844-1910) |                                   |                                                                                     |                                           |
|          | 5       | |                                   |                                                                                     |                                           |
| 703      | 7       | Susanne Jeanne Françoise Turrettini ; Charles Pictet de Rochemont | 46° 12′ 05,54″ N, 6° 08′ 09,01″ E | Tombe de Susanne Jeanne Françoise Turrettini · Tombe de Charles Pictet de Rochemont | d:Q123460                                 |
| 720      | 7       | Jean-Gabriel Eynard |                                   |                                                                                     | d:Q123460                                 |
| 721      | 7       | Anna Eynard-Lullin |                                   |                                                                                     | d:Q17305564                               |
| 746      | 7       | Grisélidis Réal (1929-2005) |                                   |                                                                                     |                                           |
| 809      | 8       | Jean Dejerine (1802-1879) | 46° 12′ 07,04″ N, 6° 08′ 13,63″ E | Tombe de Jean Dejerine                                                              |                                           |
| 810      | 8       | Jenny Dejerine, née Maurice (1824-1885) | 46° 12′ 07,04″ N, 6° 08′ 13,63″ E | Tombes de Jenny Dejerine                                                            |                                           |
| 818      | 8       | Jean-Étienne Dufour (1840-1893) et Louise Dufour (1844-1897) | 46° 12′ 07,36″ N, 6° 08′ 14,77″ E | Tombe de Jean-Étienne et Louise Dufour                                              |                                           |
| 1000     | 9       | Hortense Rochat (1816-1872), François Rochat (1839-1890), ? (1858-1904) | 46° 12′ 07,38″ N, 6° 08′ 15,02″ E | Tombe de la famille Rochat                                                          |                                           |
| 1001     | 9       | Famille Boissonnas | 46° 12′ 07,03″ N, 6° 08′ 15,4″ E  |                                                                                     |                                           |
| 1002     | 9       | Pierre Boissonnas | 46° 12′ 07,03″ N, 6° 08′ 15,4″ E  |                                                                                     |                                           |
| 1005     | 9       | Édouard Brot | 46° 12′ 06,83″ N, 6° 08′ 15,38″ E |                                                                                     |                                           |
| 1006     | 9       | Wilhelmine Herries | 46° 12′ 06,69″ N, 6° 08′ 15,45″ E |                                                                                     |                                           |
| 1007     | 9       | Robert Louis Astolphe Céard | 46° 12′ 06,61″ N, 6° 08′ 15,47″ E |                                                                                     |                                           |
| 1009     | 9       | Sophie Dostoïevski (1868-1868) | 46° 12′ 06,41″ N, 6° 08′ 15,54″ E |                                                                                     |                                           |